# IC 3136
IC 3136 је спирална галаксија у сазвјежђу Дјевица која се налази на листи објеката дубоког неба у Индекс каталогу.
Деклинација објекта је + 6° 11' 1" а ректасцензија 12h 18m 57,2s. Привидна величина (магнитуда) објекта IC 3136 износи 14,3 а фотографска магнитуда 15,0. IC 3136 је још познат и под ознакама UGC 7349, MCG 1-31-48, CGCG 42-5, VCC 314, IRAS 12163+0627, PGC 39601.